# Nezamayevski
Nezamayevski (del ruso: Незамаевский) es un posiólok del raión de Novopokróvskaya del krai de Krasnodar, en Rusia. Está situado en las llanuras de Kubán-Priazov, en la cabecera del arroyo Mókraya, un pequeño afluente del río Korsún, constituyente del río Yeya, 31 km al noroeste de Novopokróvskaya y 162 km al nordeste de Krasnodar, la capital del krai. Tenía 1 102 habitantes en 2010.
Es cabeza del municipio Nezamayevskoye, al que pertenecen asimismo Zariá, Krasnoarmeiski, Oktiabrski, Pervomaiski y Sadovi.

## Economía
La principal actividad económica de la localidad es la agricultura. Las principales empresas del sector son OAO Nezamayevskoye y OAO Nektar.